# Štíty
Štíty (en allemand : Schildberg) est une ville du district de Šumperk, dans la région d'Olomouc, en Tchéquie. Sa population s'élevait à 1 976 habitants en 2023.

## Géographie
Štíty est arrosée par la Březná et se trouve à 13 km au nord-est de Lanškroun, à 15 km à l'ouest-sud-ouest de Šumperk, à 54 km au nord-ouest d'Olomouc et à 167 km à l'est de Prague.
La commune est limitée par Červená Voda et Písařov au nord, par Jakubovice au nord-ouest, par Bušín, Horní Studénky et Jedlí à l'est, par Drozdov au sud, et par Cotkytle, Horní Heřmanice et Výprachtice à l'ouest.

## Histoire
La première mention écrite de la localité date de 1278.

## Galerie

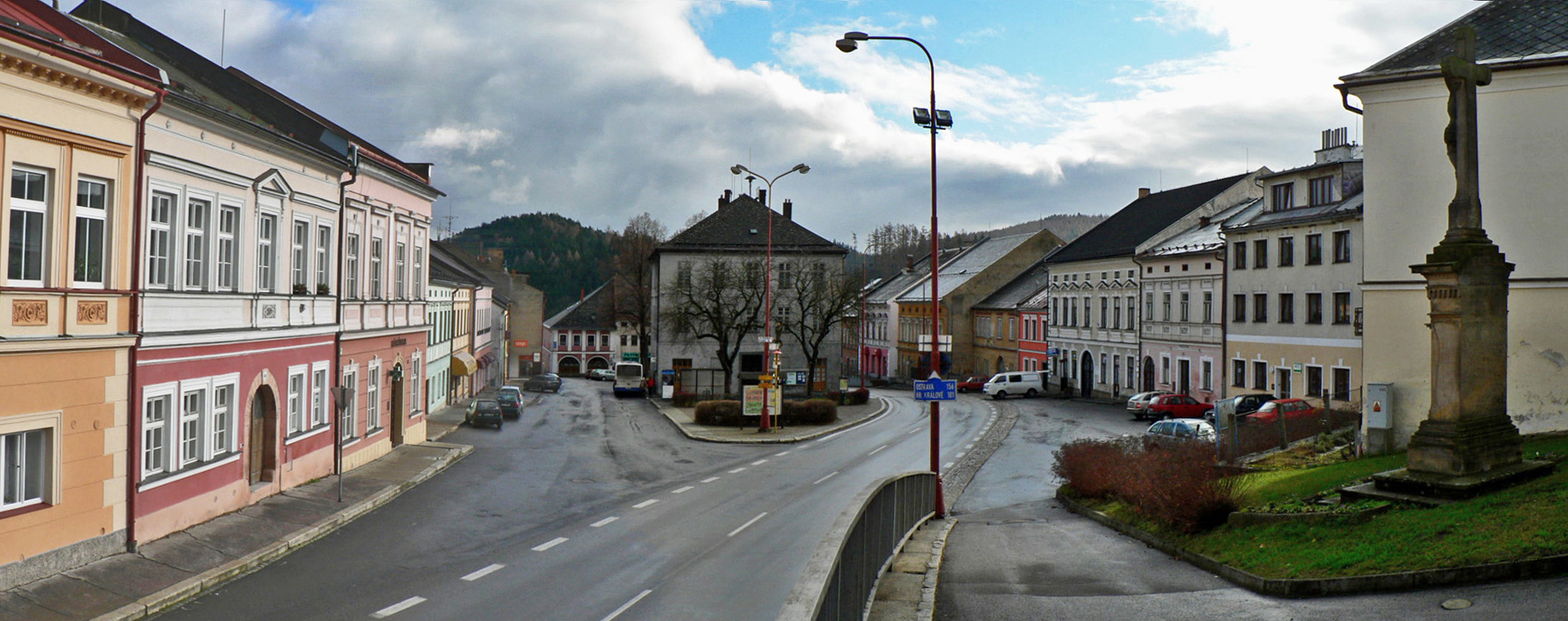
Centre de Štíty.

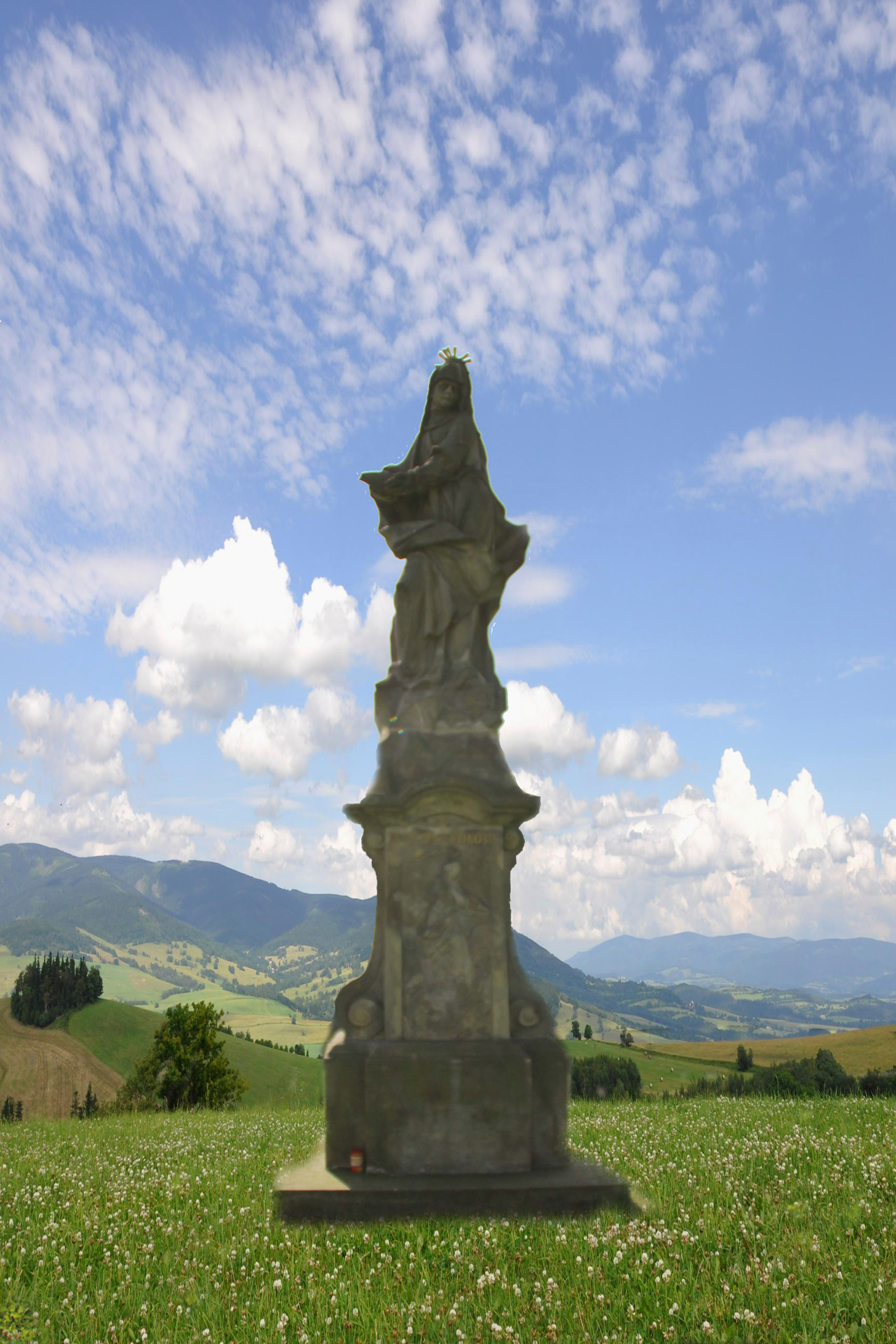
Statue de Sainte-Anne.
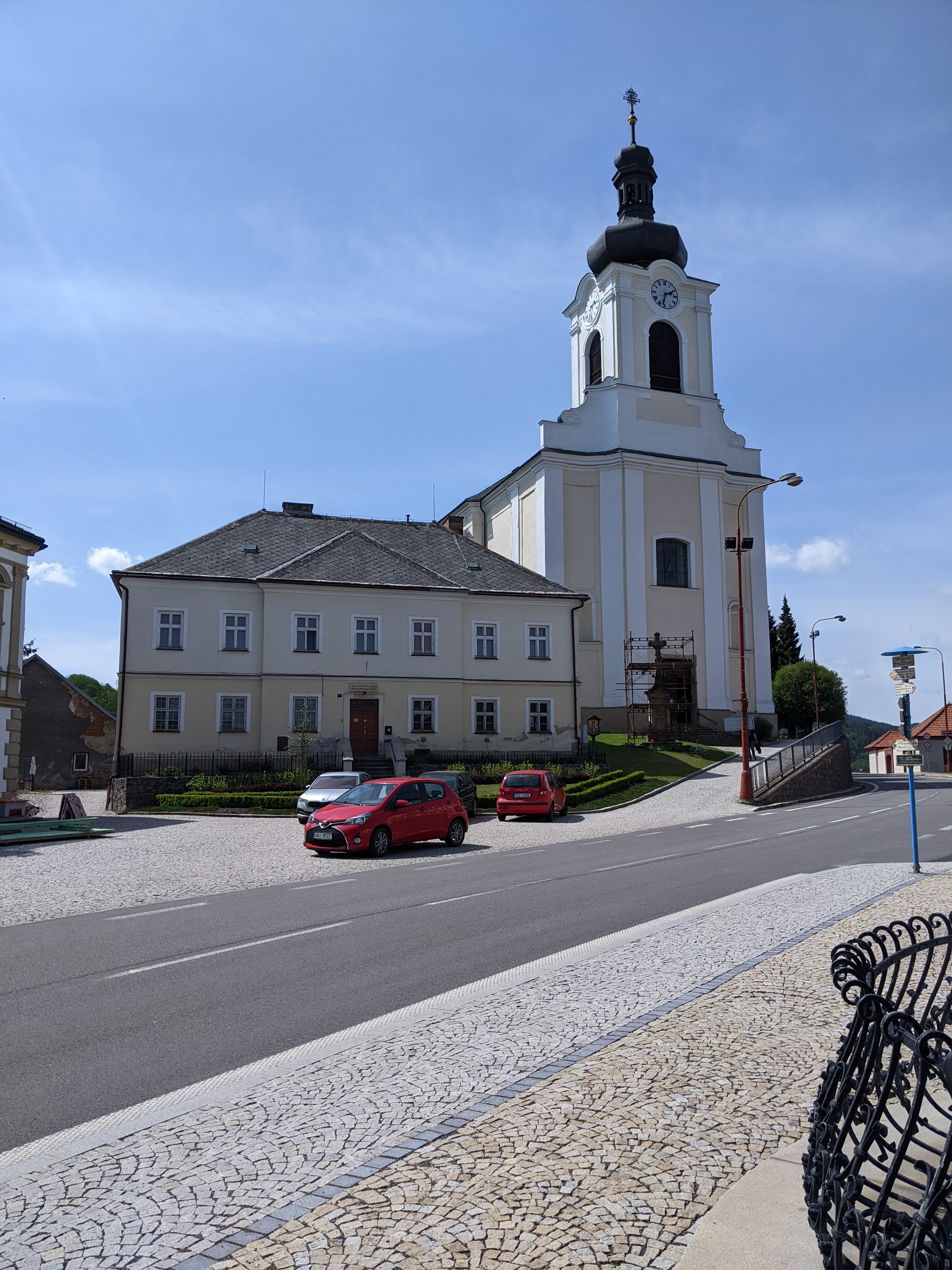
Église de l'Assomption de la Vierge Marie.
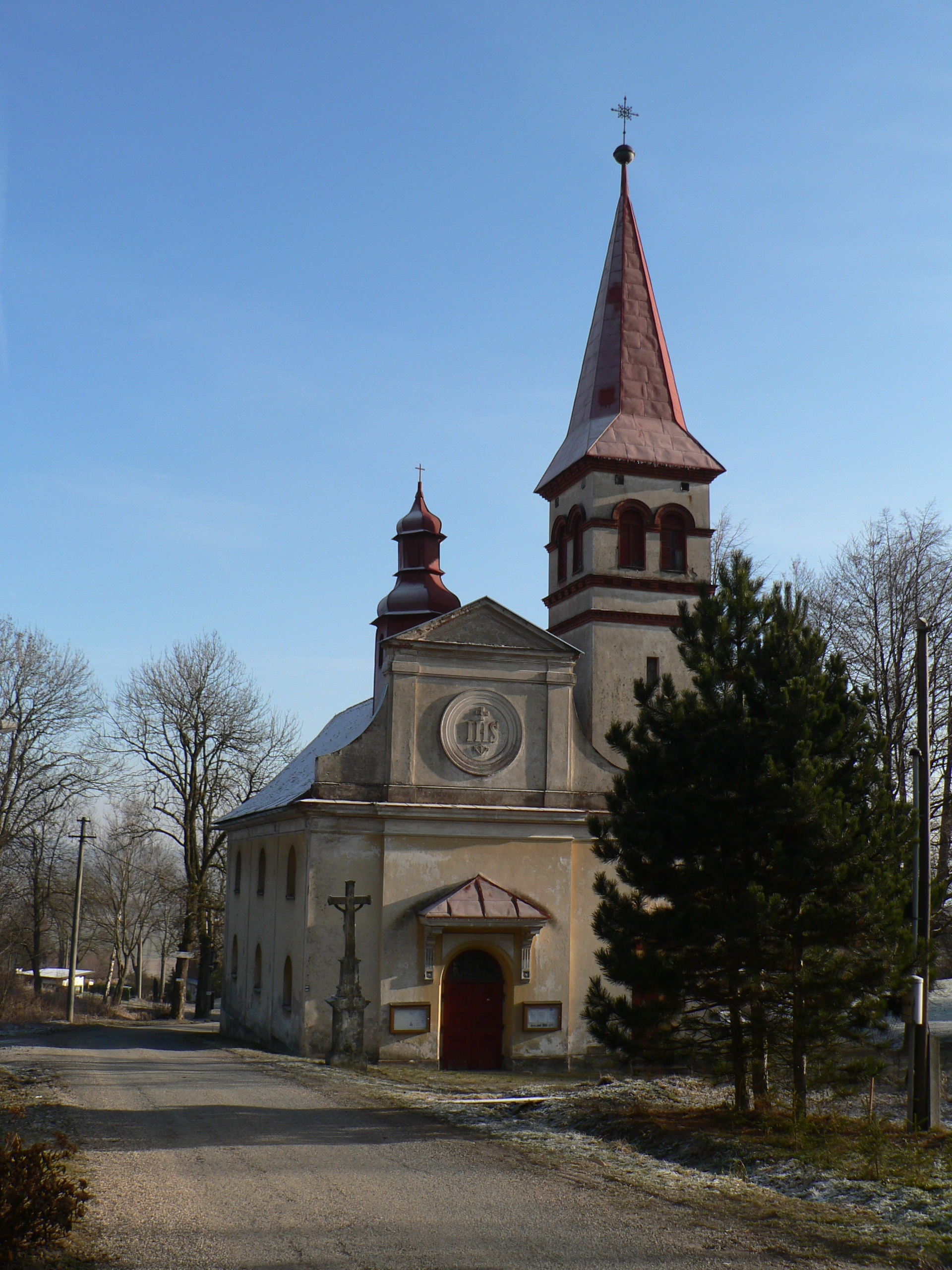
Église Saint-Jean-Baptiste.

## Transports
Par la route, Štíty se trouve à 16 km de Lanškroun, à 21 km de Šumperk, à 62 km d'Olomouc et à 201 km de Prague.